# Лейси, Ребекка
Ребе́кка Джейн Ле́йси (англ. Rebecca Jane Lacey; 20 апреля 1965, Уотфорд, Хартфордшир, Англия, Великобритания) — английская актриса.

## Биография
Родилась 20 апреля 1965 года в Уотфорде (графство Хартфордшир, Англия, Великобритания) в семье актёров Рональда Лейси (1935—1991), который снимался в фильме «Индиана Джонс: В поисках утраченного ковчега» и Мелы Уайт (род. 1931), которые были женаты в 1959—1971 годах. У Ребекки есть брат — актёр Джонатан Лейси (род. в 1960-х), а также два младших единокровных брата (от второго брака Рональда Лейси с Джоанной Бейкер) — Дэвид Лейси и Мэттью Лейси.

## Карьера
Дебютировала в кино в 1981 году, сыграв роль Далси Гримстоун в телесериале «Наоборот». В 2010 году Лейси сыграла роль Теи в фильме «Как выйти замуж за миллиардера». Всего она сыграла в 43-х фильмах и телесериалах.

## Личная жизнь
Ребекка замужем за режиссёром Полом Харрисоном. У супругов есть двое детей — сын Чарли Харрисон Лейси (род. в ноябре 2002) и дочь Бетси Лейси (род. в ноябре 2005).

## Фильмография
| Год  |   | Русское название               | Оригинальное название       | Роль            |
| ---- | - | ------------------------------ | --------------------------- | --------------- |
| 1981 | с | Наоборот                       | Vice Versa                  | Далси Гримстоун |
| 2000 | ф | Романовы. Венценосная семья    | Романовы. Венценосная семья | Анна Демидова   |
| 2010 | ф | Как выйти замуж за миллиардера | Chalet Girl                 | Теа             |